# Podalyria hamata
Podalyria hamata är en ärtväxtart som beskrevs av Ernst Meyer. Podalyria hamata ingår i släktet Podalyria och familjen ärtväxter. Inga underarter finns listade i Catalogue of Life.